# 2021-es angol labdarúgó-ligakupa-döntő
A 2020–21-es EFL Cup döntőjét 2021. április 25-én a londoni Wembley Stadionban játszotta a Tottenham Hotspur és a Manchester City. 2021. február 28-án rendezték volna meg eredetileg a döntőt, de a Covid19-pandémia miatt az angol labdarúgó-szövetség (FA) abban a reményben halasztotta el a mérkőzést, hogy a későbbi időpont miatt hátha így nézők is lehetnek majd a stadionba. A címvédő Manchester City 1–0-ra nyerte meg a találkozót, ezzel sorozatban negyedszer, összességében nyolcadszor nyerte meg a sorozatot.

## Út a döntőbe
| MANCHESTER CITY   | MANCHESTER CITY | Forduló      | TOTTENHAM HOTSPUR | TOTTENHAM HOTSPUR |
| ----------------- | --------------- | ------------ | ----------------- | ----------------- |
|                   |                 |              |                   |                   |
| Ellenfél          | Eredmény        |              | Ellenfél          | Eredmény          |
| Bournemouth       | 2–1             | Harmadik kör | Leyton Orient     | 3–0[b]            |
| Burnley           | 3–0             | Negyedik kör | Chelsea           | 1–1 (ti.: 5–4)    |
| Arsenal           | 4–1             | Negyeddöntő  | Stoke City        | 3–1               |
| Manchester United | 2–0             | Elődöntő     | Brentford         | 2–0               |

### Manchester City
A 3. fordulóban csatlakozott a Manchester City csapata be a Ligakupába, ahol 2–1-re győzte le a másodosztályú Bournemouth klubját. Szeptember 30-án a Burnley ellen 3–0-ra nyert a City Raheem Sterling duplájával és az első gólját szerző Ferrán Torres góljaival. A negyeddöntőben az Arsenal ellen 4–1-re nyertek ezzel a legjobb négy közé jutott a klub. Egymás után negyedszer jutott be a döntőbe a Manchester City, miután 2–0-ra legyőzte a Manchester Unitedet az Old Traffordon John Stones és Fernandinho góljával az elődöntőben.

### Tottenham Hotspur
2020. szeptember 22-én lépett volna először pályára a Tottenham Hotspur csapata, de több játékos is elkapta a koronavírust a Leyton Orient csapatából. Az új időpontba kiírt mérkőzést is elhalasztották, majd pár nappal később játék nélkül jutott tovább a Tottenham az angol labdarúgó Ligakupa 3. fordulójából. A 4 fordulóban a Chelsea ellen rendes játékidőben 1–1 lett az eredmény, de a tizenegyespárbajban a Tottenham 5–4-re nyert és tovább jutott a negyeddöntőbe. December 23-án megrendezett Stoke City elleni mérkőzést a 3–1-re nyerte meg José Mourinho együttese. Az elődöntőben a másodosztályú Brentford csapatát győzték le 2–0-ra Moussa Sissoko és Szon Hungmin góljaival.

## A mérkőzés

### A mérkőzés előtt
2021. április 19-én bejelentették, hogy a Tottenham Hotspur menesztette José Mourinhót és Ryan Masont a klub korábbi játékosát nevezték ki ideiglenes vezetőedzőnek. Mason lett ezzel a Premier League történetének legfiatalabb edzője. A Tottenham 2015-ös ligakupa-döntőjében pályára lépett a Chelsea ellen.

### Összefoglaló
A Manchester City már a 7. percben megszerezhette volna a vezetést, de Phil Foden Eric Dier szorításában elhibázta a ziccerét. A 26. percben ismét Foden próbálkozott gólt szerezni, de a kapufát találta el. Ezek után Hugo Lloris az első és a második játékrészben is remek védéseket mutatott be. A második félidő elején Giovani Lo Celso a jobb alsóba történő lövését Zack Steffen védeni tudta. A 82. percben Kevin De Bruyne szöglete után Aymeri Laporte öt méterről a kapuba fejelt, miután a csereként beálló Moussa Sissoko határozatlanul fogta őt. A City 1–0-ra nyert és Pep Guardiola lett ezzel az első tréner Angliában, aki egymást követő négy ligakupa idényben is megnyerte csapatával a sorozatot.

### Összeállítások
| 2021. április 25. 16:30 GMT |

| Manchester City | 1–0               | Tottenham Hotspur |
| --------------- | ----------------- | ----------------- |
| Laporte 82'     | (0–0) Jegyzőkönyv |                   |

| Wembley Stadion, London Nézőszám: 7 773[a] Játékvezető: Paul Tierney |

| Manchester City | Tottenham Hotspur |

| GK            | 13 | Zack Steffen         |     |     |
| RB            | 2  | Kyle Walker          |     |     |
| CB            | 3  | Rúben Dias           |     |     |
| CB            | 14 | Aymeric Laporte      | 45' |     |
| LB            | 27 | João Cancelo         |     |     |
| CM            | 25 | Fernandinho (c)      | 59' | 84' |
| CM            | 8  | İlkay Gündoğan       |     |     |
| RW            | 26 | Rijad Mahrez         |     |     |
| AM            | 17 | Kevin De Bruyne      |     | 87' |
| LW            | 7  | Raheem Sterling      |     |     |
| CF            | 47 | Phil Foden           |     |     |
| Cserék:       |    |                      |     |     |
| GK            | 31 | Ederson              |     |     |
| DF            | 6  | Nathan Aké           |     |     |
| DF            | 11 | Olekszandr Zincsenko |     |     |
| DF            | 22 | Benjamin Mendy       |     |     |
| MF            | 16 | Rodri                |     | 84' |
| MF            | 20 | Bernardo Silva       |     | 87' |
| FW            | 9  | Gabriel Jesus        |     |     |
| FW            | 10 | Sergio Agüero        |     |     |
| FW            | 21 | Ferrán Torres        |     |     |
| Menedzser:    |    |                      |     |     |
| Pep Guardiola |    |                      |     |     |

| GK         | 1  | Hugo Lloris (c)       |     |     |
| RB         | 24 | Serge Aurier          |     | 90' |
| CB         | 4  | Toby Alderweireld     |     |     |
| CB         | 15 | Eric Dier             |     |     |
| LB         | 3  | Sergio Reguilón       | 27' |     |
| CM         | 5  | Pierre-Emile Højbjerg |     | 84' |
| CM         | 8  | Harry Winks           |     |     |
| RW         | 27 | Lucas Moura           |     | 67' |
| AM         | 18 | Giovani Lo Celso      |     | 67' |
| LW         | 7  | Szon Hungmin          |     |     |
| CF         | 10 | Harry Kane            |     |     |
| Cserék:    |    |                       |     |     |
| GK         | 12 | Joe Hart              |     |     |
| DF         | 6  | Dávinson Sánchez      |     |     |
| DF         | 25 | Japhet Tanganga       |     |     |
| MF         | 11 | Erik Lamela           |     |     |
| MF         | 17 | Moussa Sissoko        |     | 67' |
| MF         | 20 | Dele Alli             |     | 84' |
| MF         | 28 | Tanguy Ndombele       |     |     |
| FW         | 9  | Gareth Bale           |     | 67' |
| FW         | 23 | Steven Bergwijn       |     | 90' |
| Menedzser: |    |                       |     |     |
| Ryan Mason |    |                       |     |     |

| A mérkőzés legjobbja: Rijad Mahrez (Manchester City) Asszisztensek: Lee Betts (Norfolk) Constantine Hatzidakis (Kent) Negyedik játékvezető: Peter Bankes (Liverpool) Videó bíró: Andre Marriner (Birmingham) Videó bíró asszisztens: Adrian Holmes (West Riding) | Szabályok: - 90 perc rendes játékidő - 30 perc hosszabbítás döntetlen esetén - Tizenegyesek, ha a hosszabbítás végén is döntetlen az állás - Kilenc cserejátékos nevezhető - Maximum hat bevethető, öt rendes játékidőben és egy pedig a hosszabbításban |